# Szászvár, Baranya
Szászvár este un sat în districtul Komló, județul Baranya, Ungaria, având o populație de 2.462 de locuitori (2011). 

## Demografie
Componența etnică a satului Szászvár
     Maghiari (89,03%)
     Germani (7,96%)
     Romi (2,79%)
     Necunoscut (0,22%)
     Alții (0,22%)
Componența confesională a satului Szászvár
     Romano-catolici (43,01%)
     Fără religie (24,86%)
     Luterani (2,27%)
     Reformați (1,83%)
     Necunoscută (27,29%)
     Atei (0,73%)
     Alte religii (0,45%)
Conform recensământului din 2011, satul Szászvár avea 2.462 de locuitori. Din punct de vedere etnic, majoritatea locuitorilor (89,03%) erau maghiari, existând și minorități de germani (7,96%) și romi (2,79%). Apartenența etnică nu este cunoscută în cazul a 0,22% din locuitori. Nu există o religie majoritară, locuitorii fiind romano-catolici (43,01%), persoane fără religie (24,86%), luterani (2,27%) și reformați (1,83%). Pentru 27,29% din locuitori nu este cunoscută apartenența confesională.